# Marek Łapiński (polityk)
Marek Łapiński (ur. 19 lipca 1971 w Trzebnicy) – polski polityk, samorządowiec, dziennikarz mediów lokalnych, w latach 2008–2010 marszałek województwa dolnośląskiego, przewodniczący Sejmiku Województwa Dolnośląskiego w latach 2007–2008, poseł na Sejm VII kadencji.

## Życiorys
Na Akademii Wychowania Fizycznego we Wrocławiu ukończył studia magisterskie z zakresu turystyki i rekreacji. Ukończył także studia prawnicze na Wydziale Prawa, Administracji i Ekonomii Uniwersytetu Wrocławskiego.
Pracował jako dziennikarz Radia Eska we Wrocławiu, był redaktorem naczelnym i wydawcą „Nowej Gazety Trzebnickiej”. W latach 2000–2005 pełnił funkcję wiceprezesa Stowarzyszenia Gazet Lokalnych.
Od 1998 do 2002 sprawował mandat radnego rady miasta Trzebnicy (przewodniczył Komisji Oświaty, Kultury, Sportu, Turystyki, Rekreacji i Współpracy Międzynarodowej). W 2005 objął mandat radnego Sejmiku Województwa Dolnośląskiego, został też wybrany na wiceprzewodniczącego jednej z komisji. Ponownie został wybrany do sejmiku w 2006, gdzie objął stanowisko przewodniczącego komisji rewizyjnej. W następnym roku został przewodniczącym sejmiku (w miejsce Leona Kieresa). W 2008 pełnił funkcję pełnomocnika wojewody dolnośląskiego ds. EURO 2012, a 5 marca tego samego roku powołano go na urząd marszałka województwa dolnośląskiego. W 2010 uzyskał mandat radnego sejmiku kolejnej kadencji, 1 grudnia w nowo powołanym zarządzie objął funkcję wicemarszałka.
Został delegatem województwa w Związku Województw RP, a także przedstawicielem w Kongresie Władz Lokalnych i Regionalnych Europy przy Radzie Europy. Należy do Platformy Obywatelskiej.
Kandydował do Sejmu w wyborach w 2007 z listy PO w okręgu wrocławskim. Odmówił objęcia zwolnionego w grudniu 2010 przez Aleksandra Skorupę mandatu posła VI kadencji. W wyborach parlamentarnych w 2011 został wybrany na posła VII kadencji. W 2015 bez powodzenia ubiegał się o reelekcję. Powołany następnie przez radę powiatu na starostę powiatu trzebnickiego, jednak uchwała rady powiatu została uchylona w postępowaniu administracyjnym.
W 2018 powrócił w skład sejmiku dolnośląskiego, zdobywając 30 874 głosy. W 2019 bezskutecznie kandydował ponownie do Sejmu. W 2019 objął funkcję wiceprezesa wrocławskiego TBS, którą sprawował do 2023. W 2024 utrzymał mandat radnego województwa na kolejną kadencję, objął funkcję wiceprzewodniczącego sejmiku.

## Odznaczenia
- Krzyż Kawalerski Orderu Odrodzenia Polski – 2010[12]
- Odznaka Honorowa za Zasługi dla Samorządu Terytorialnego – 2025[13]